# Bożena Taysner
Bożena Taysner (ur. 27 lutego 1951 w Rzepinie) – polska strzelczyni, wielokrotna medalistka mistrzostw Europy.
Taysner wystąpiła na juniorskich mistrzostwach Europy w 1971 roku. Zdobyła tam dwa brązowe medale w strzelaniu z karabinu standardowego leżąc z 50 metrów. Jej wynik (589 punktów) był tym samym najlepszym rezultatem polskiego zespołu, który tworzyli oprócz Taysner Wanda Ryczko i Zdzisław Moździrski.
W seniorskich mistrzostwach Europy zdobyła pięć medali. Pierwszy wywalczyła w 1972 roku w karabinie pneumatycznym z 10 metrów drużynowo – było to złoto (zespół tworzyły także Elżbieta Kowalewska i Irena Wierzbowska). Rok później zdobyła w tej samej konkurencji brązowy medal (wraz z Wierzbowską i Małgorzatą Paćko). W 1975 roku została wicemistrzynią kontynentu (startując z Kowalewską i Wierzbowską-Młotkowską). W tym samym roku wywalczyła też drużynowe mistrzostwo w karabinie standardowym w trzech pozycjach z 50 metrów (z Kowalewską i Paćko). Dwa lata później była w tej konkurencji trzecia (z Kowalewską i Eulalią Rolińską).
Po zakończeniu kariery zajmowała się m.in. kontrolowaniem sprzętu na zawodach strzeleckich.